# فريدريك ويذرز
فريدريك ويذرز هو نقابي وسياسي أسترالي، ولد في 11 أبريل 1881 في بانباري في أستراليا، وتوفي بنفس المكان في 20 مايو 1963. نشط حزبياً في حزب العمال الأسترالي ‏. وقد انتخب عضو الجمعية التشريعية لأستراليا الغربية ‏.